# Нери, Антонио
Антонио Нери (итал. Antonio Ludovic Neri; 26 февраля 1576, Флоренция — 1614, Флоренция) — итальянский священник, алхимик, технолог стеклоделия.

## Биография
Антонио был сыном медика Якопо Нери. Рукоположен в священники во Флоренции в 1601 году. Во Флоренции Антонио Нери жил в доме Аламанно Бертолини (Alamanno Bertolini), где посвятил себя изучению алхимии; там же он познакомился с химиком Эммануэлем Хименесом (1564—1632), коллекционером произведений искусства и редкостей. От него Нери многое узнал об основах производства стекла. Бертолини был членом семьи Медичи, и его дом во Флоренции был известен как Казино ди Сан-Марко (Casino Mediceo di San Marco). Мастера стеклоделия время от времени посещали дом Бертолини, что давало Нери возможности изучения этого ремесла.
Нери много путешествовал через города Италии, включая остров Мурано в Венецианской лагуне, центр производства знаменитого муранского стекла, а также Голландию и Бельгию.
Во время своих путешествий Антонио Нери изучал сведения о производстве стекла и его обработке. Особенно его заинтересовали способы изготовления различных видов стекла и добавления оксидов металлов в стеклянную массу для получения цветных стекол.
Между 1598 и 1600 годами Нери опубликовал свой первый сборник сведений по производству стекла «Сокровище мира» (Il Tesoro del Mondo), который включал основную информацию об оборудовании и сырье для производства стекла. В то же время он проводил свои собственные эксперименты в доме Казино Медичи во Флоренции. После публикации Нери совершил поездки в Антверпен и Пизу, в 1604—1611 годах он жил в Антверпене, где часто общался с Хименесом. Нери вернулся во Флоренцию в 1611 году.

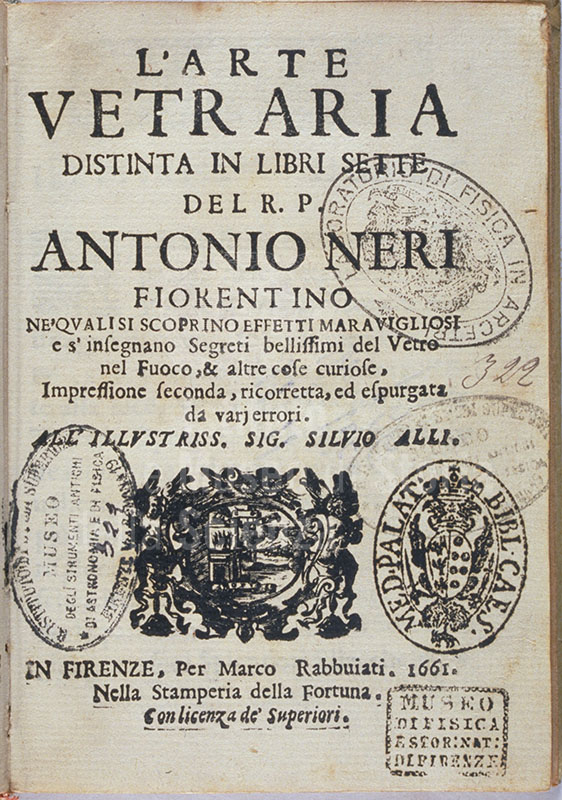
«Искусство стеклоделия». Титульный лист издания 1661 года

Накопленные знания Антонио Нери изложил в трактате «Искусство стеклоделия, разделённое на семь книг» (L’arte vetraria distineta in libri sette, 1612). Трактат выдержал три издания до 1817 года. К 1752 году был переведён на голландский, французский и английский языки. В 1662 году трактат перевёл на английский язык Кристофер Меррет и снабдил его собственными комментариями. На немецком языке трактат Антонио Нери был издан Иоганном Кункелем, который в 1679 году включил его в свой труд «Экспериментальное искусство стеклоделия, или Совершенное искусство изготовления стекла» (Ars Vitraria Experimentalis, oder Vollkommene Glasmacherkunst). Кункель перевёл трактат Нери с итальянского на немецкий и снабдил собственными комментариями.
В первом томе трактата Антонио Нери приводятся сведения о материалах: компонентах сырья для получения бесцветного стекла. В последующих томах описываются рецепты получения цветных стёкол, в том числе «свинцового стекла» (хрусталя), способы имитации стеклом драгоценных камей, состав эмалей и красок для росписи стекла. Трактат включает в себя множество рецептур, разработанных Нери путём улучшения известных составов, о которых он узнал благодаря своей работе при дворе Медичи, благодаря взаимодействию с Хименесом и, вероятно, из других источников.